# 魚住逸治
魚住 逸治（うおずみ いつじ、1857年6月6日（安政4年5月15日）- 1899年（明治32年）12月25日）は、明治時代の政治家、水利功労者。衆議院議員（3期）。

## 経歴
播磨姫路藩領加古郡、のちの兵庫県加古郡母里村（現稲美町）の農家・魚住逸平の子として生まれる。漢学を修める。1876年（明治9年）戸長、1879年（明治12年）郡書記を経て、1883年（明治16年）兵庫県会議員に当選する。1888年（明治21年）互選により常置委員となり、1890年（明治23年）3月、郡部会副議長に就任した。ほか、加古郡会議員を歴任した。
1890年（明治23年）7月の第1回衆議院議員総選挙では兵庫県第5区から出馬し当選。第2回、第3回総選挙でも当選し衆議院議員を通算3期務めた。立憲改進党に属した。
故郷の旱魃被害を改善するため国・県に陳情を続け、淡河疎水が1891年（明治24年）に、山田川疎水が1919年（大正8年）にそれぞれ完成を見た。